# Сельское поселение Хамидие
Се́льское поселе́ние Хамидие́ — муниципальное образование в составе Терского района республики Кабардино-Балкария. 
Административный центр — село Хамидие.

## География
Муниципальное образование расположено в северо-восточной части Терского района, на правом берегу реки Терек. В его состав входит один населённый пункт.
Площадь территории сельского поселения составляет — 67,75 км2. Около 90 % территории сельского поселения составляют сельскохозяйственные угодья и пашни.
Граничит с землями муниципальных образований: Ново-Хамидие на юге, Терекское на западе, а также с землями  Моздокского района Северной Осетии на севере и востоке. 
Сельское поселение расположено на наклонной Кабардинской равнине, в равнинной зоне республики. Средние высоты на территории сельского поселения составляют 150 метров над уровнем моря. Рельеф местности представляют собой в основном наклонную волнистую равнину с бугристыми и курганными возвышенностями. К северу от села вдоль реки Терек, тянется Терский кряж. 
Гидрографическая сеть в основном представлена рекой Терек и его правым притоком Курп. К югу от населённого пункта тянутся сеть водоканалов, использующиеся для орошения полей в засушливый период.
Климат влажный умеренный с тёплым летом и прохладной зимой. Среднегодовая температура воздуха составляет около +10,5°С, и колеблется от средних +23,2°С в июле, до средних -2,5°С в январе. Минимальные температуры зимой редко отпускаются ниже -10°С, летом максимальные температуры превышают +35°С. Среднегодовое количество осадков составляет около 580 мм. Основная часть осадков выпадает в период с апреля по июнь. Основные ветры — северные и северо-западные. В конце лета возможны суховеи, вызванные воздействием воздушных течений исходящими из Прикаспийской низменности. 

## История
Сельский народный Совет при селе Хапцево был образован в 1920 году. 
В 1944 году в результате разукрупнения Терского района, Хамидиевский сельсовет был включён в состав новообразованного Урожайненского района.
В 1959 году с упразднением Урожайненского района, Хамидиевский сельсовет возвращён в состав Терского района. 
В 1962 году из Хамидиевского сельсовета выделен Ново-Хамидиевский сельсовет в составе посёлков Ново-Хамидие и Акведук. 
В 1992 году Хамидиевский сельсовет реорганизован и преобразован в Хамидиевскую сельскую администрацию. 
Муниципальное образование Хамидие наделено статусом сельского поселения Законом Кабардино-Балкарской Республики от 27.02.2005 №13-РЗ «О статусе и границах муниципальных образований в Кабардино-Балкарской Республике».

## Население
| 2002  | 2010  | 2012  | 2013  | 2014  | 2015  | 2016  |
| ----- | ----- | ----- | ----- | ----- | ----- | ----- |
| 2025  | ↘1812 | ↘1797 | ↘1759 | ↘1755 | ↘1749 | ↘1722 |
| 2017  | 2018  | 2019  | 2020  | 2021  | 2023  | 2024  |
| ↘1718 | ↘1712 | ↗1723 | ↘1707 | ↗1737 | ↗1747 | ↗1760 |

Процент от населения района — 3.3 %
Плотность — 25.98 чел./км2

## Состав поселения
| № | Населённый пункт | Тип населённого пункта       | Население | Доля от населения (%) |
| - | ---------------- | ---------------------------- | --------- | --------------------- |
| 1 | Хамидие          | село, административный центр | ↗1760     | 100 %                 |

## Местное самоуправление
Администрация сельского поселения Хамидие — село Хамидие, ул. Кудаева, №52. 
Структуру органов местного самоуправления сельского поселения составляют:
- Глава сельского поселения — Керимов Артём Владимирович.
- Администрация сельского поселения Хамидие — состоит из 5 человек.
- Совет местного самоуправления сельского поселения Хамидие — состоит из 12 депутатов.

## Экономика
Основу экономики сельского поселения составляют производство злаковых и технических культур, а также выращивания мелкого и крупного рогатого скота. 